# Wood Enderby
Wood Enderby est une paroisse civile et un village du Lincolnshire, en Angleterre.